# سيغوندو بلانكو
سيغوندو بلانكو (بالإسبانية: Segundo Blanco)‏ هو نقابي وسياسي إسباني، ولد في 1899 في خيخون في إسبانيا، وتوفي في 1957 في مدينة مكسيكو في المكسيك. حزبياً، نشط في حزب العمال الاشتراكي الإسباني.